# Souha Bechara

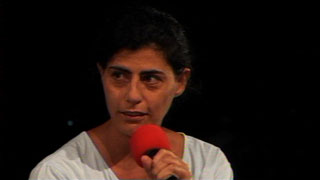
Souha Bechara 2006

Souha Fawaz Bechara (* 15. Juni 1967 in Beirut) (arabisch: سهى فواز بشارة, auch als Souha Bechara oder Soha Bechara bekannt) ist eine Frau aus dem Libanon, die ein Attentat auf General Antoine Lahad beging.

## Leben

### Frühe Jahre
Souha wuchs in einer orthodoxen Christenfamilie auf. Ihr Vater, Fawaz Bechara, ist ein Mitglied der Libanesischen Kommunistischen Partei, in die auch Souha im Jahre 1982 mit nur fünfzehn Jahren ohne das Wissen ihrer Eltern eintrat. In diesem Jahr fand die Invasion Israels in den Libanon statt (siehe Libanonkrieg 1982). Als Reaktion auf die Zerstörung ihres Heimatlandes als Folgen des libanesischen Bürgerkriegs und der israelischen Invasion verließ Souha das College und trat 1987 in den Widerstand ein.

## Attentat und Inhaftierung
Der Maronit Lahad befehligte die damalige Südlibanesische Armee, die während der Besetzung des südlichen Libanon mit der israelischen Armee gemeinsam gegen die PLO, die Amal-Miliz, die Syrische Armee und die Hisbollah kämpfte.
Um Lahad zu töten, bewarb sie sich als Aerobicinstruktorin bei seiner Frau Victoria und knüpfte engeren Kontakt mit den Familienmitgliedern. Am Abend des Attentats, dem 17. November 1988, wurde Souha von Lahads Frau zum Tee eingeladen und sie blieb bis zur Ankunft Lahads. Als sie ihre Sachen zum Verlassen zusammenpackte, schoss sie Lahad mit einem Revolver des Kalibers 5,45 mm zweimal in die Brust und einmal in sein Bein. Lahad wurde in ein Krankenhaus eingeliefert, wo er acht Wochen verbrachte. Nach verschiedenen gesundheitlichen Problemen blieb sein rechter Arm bewegungsunfähig.
Souha wurde durch Einheiten Lahads gefangen genommen und den israelischen Streitkräften übergeben. Schließlich wurde sie in das Gefängnis von Chiyam im Südlibanon eingewiesen, wo sie für zehn Jahre inhaftiert blieb, davon sechs Jahre in einer Einzelzelle. Sie wurde in dem Gefängnis wiederholt gefoltert. 1998 wurde sie freigelassen.

## Weiteres
- Ihre Autobiographie Résistante über ihr Leben im Libanon vor und nach dem Attentat erschien im Jahr 2000 im französischen Original. 2001 wurde das Buch (als Autorin Suha Bechara) in Deutsch beim Hugendubel-Verlag unter dem Titel Zehn Jahre meines Lebens für die Freiheit meines Landes veröffentlicht und erschien später auch in Englisch (Resistance: My Life for Lebanon).
- 2003 inszenierte der Regisseur Wajdi Mouawad auf Grundlage ihres Buches das Theaterstück Incendies (deutsch: Verbrennungen).
- 2009 wurde Souha Becharas Lebensgeschichte im Spielfilm Die Frau, die singt vom kanadischen Regisseur Denis Villeneuve in französischer Sprache verfilmt. 2010 wurde dieser Film auf dem internationalen Filmfestival in Toronto als bester kanadischer Spielfilm ausgezeichnet und 2011 für den Oscar als bester fremdsprachiger Film nominiert.[1]